# Lost Sphear
Lost Sphear es un videojuego de rol japonés, desarrollado por Tokyo RPG Factory y publicado por Square Enix. Es el segundo videojuego desarrollado por Tokyo RPG Factory, y considerado un sucesor espiritual de su primer título, I am Setsuna. Fue lanzado en Japón en octubre de 2017, y a nivel global en enero de 2018, para las plataformas PlayStation 4, Nintendo Switch y Microsoft Windows.

## Jugabilidad
Lost Sphear juega como un sucesor espiritual de Im Am Setsuna, que en sí mismo fue creado para emular los  JRPG de 1990. El juego presenta una variante modificada del sistema de Batalla de Tiempo Activo, que se aplica en I Am Setsuna, Chrono Trigger, y en los primeros títulos de Final Fantasy.

## Historia
El juego trata sobre las aventuras de un joven llamado Kanata, quién junto con sus amigos Lumina y Locke, está buscando la forma de eliminar la "Niebla Blanca", que está destruyendo su ciudad natal, llamada Eru.

## Desarrollo y lanzamiento
En 2014, Square Enix formó un nuevo estudo de desarrolladores llamado "Tokyo Dream Factory". Square Enix nombró a Atsushi Hashimoto para dirigir la compañía, debido a que su punto de vista se alineaban con el objetivo de la compañía, es decir, la creación de JRPGs modernos, similares a los videojuegos desarrollados durante los años noventa, como Chrono Trigger y Final Fantasy. El primer juego de la compañía, I Am Setsuna, fue lanzado en 2016, y fue lo suficientemente exitoso para poder desarrollar un segundo título. Su sucesor, Lost Sphear, fue revelado oficialmente el 30 de mayo de 2017, siendo anunciado para las plataformas de Nintendo Switch, PlayStation 4, y en Microsoft Windows del Microsoft, dejando que Im Am Setsuna fuese lanzado en PlayStation Vita. Una demo del juego estuvo disponible en PAX West, y se hizo descargable en Japón, un mes antes de su lanzamiento. El juego fue lanzado en Japón el 12 de octubre de 2017, y a nivel global el 23 de enero de 2018.
El juego tuvo un lanzamiento físico en una capacidad limitada fuera Japón para la PlayStation 4 y Nintendo Switch. La banda sonora del juego fue escrita por Tomoki Miyoshi, quien ya había compuesto la banda sonora de I Am Setsuna.

## Recepción

### Crítica
Tanto en las versiones de Nintendo Switch y PS4, Lost Sphear recibió un total de 32/40 puntos por la crítica de la revista Famitsu. PCGamesN elogió el juego por ser similar a Chrono Trigger, concluyendo que "es tan familiar y tan bien jugado que no puede evitar darte alegría (...) Pero no todo es nostalgia, y de hecho, cuándo se trata de gastar dinero, es el RPG más novedoso que he jugado en tanto tiempo".

### Ventas
El lanzamiento inicial de videojuego en Japón generó una cantidad de ventas muy inferior a la de I Am Setsuna; mientras I Am Setsuna vendió un total de 61 263 copias entre 33 629 en la PS4 y 27 994 en Vita, Lost Sphear vendió sólo 7 363 copias en la PS4, y 5 770 en la Nintendo Switch. ASCII Media Works declaró que el videojuego vendió solo el 20% de su envío inicial, indicando que probablemente Square Enix esperaba vender más